# Trebižat (Čapljina)
Trebižat is een dorp in Bosnië en Herzegovina de gemeente Čapljina en had in 2013 een inwonertal van 1272.
De plaats ligt aan de gelijknamige rivier Trebižat.